# Граф Дюси

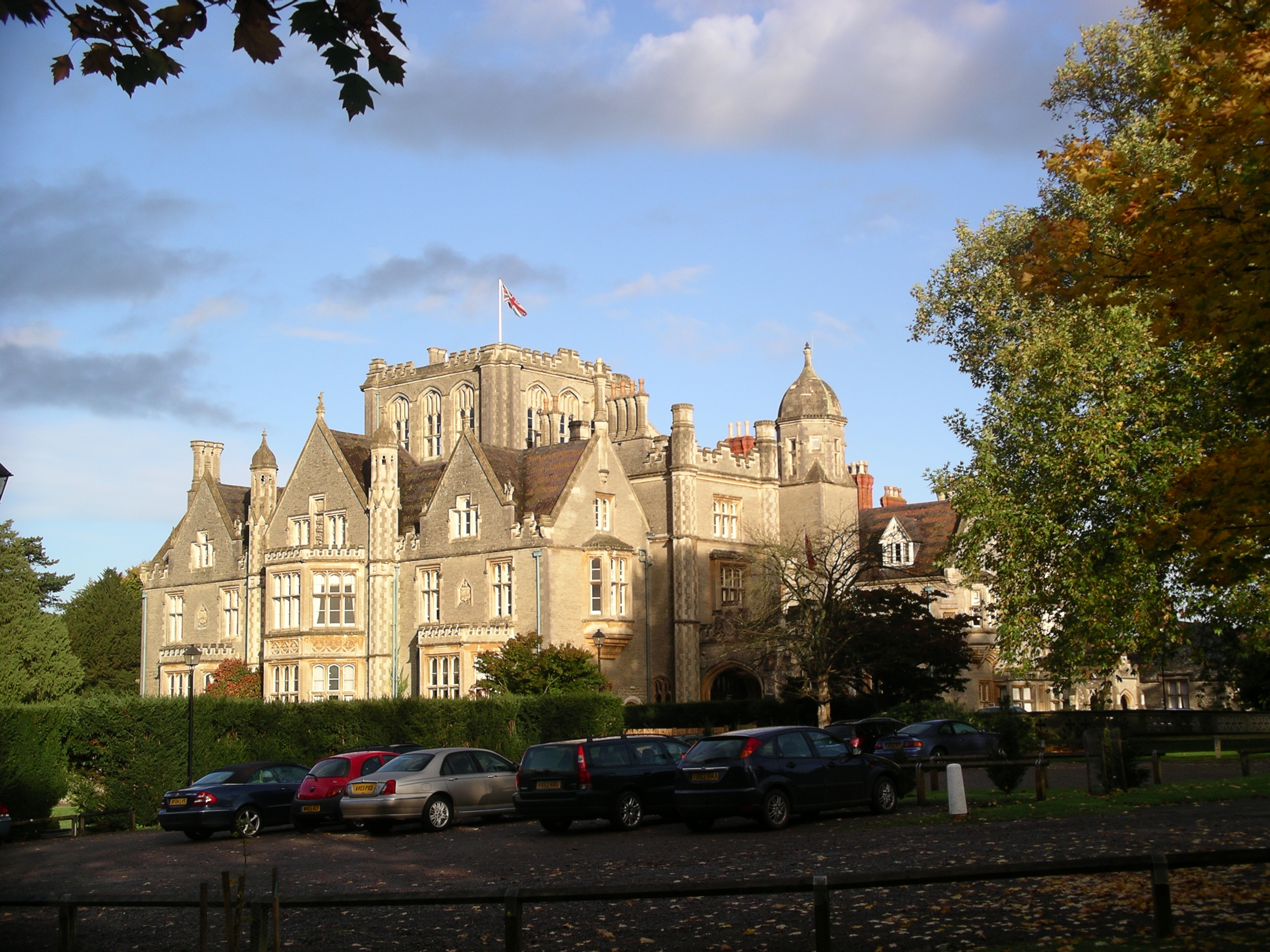
Тотворт-корт, резиденция графов Дюси

Граф Дюси (англ. Earl of Ducie) — наследственный титул в системе Пэрства Соединённого королевства.

## История
Титул графа Дюси был создан 28 января 1837 года для Томаса Рейнольдса-Моретона, 4-го барона Дюси (1766—1840). Семья Моретон происходит от Эдварда Моретона (17 век), который женился на Элизабет, дочери Роберта Дюси. Их сын Мэттью Дюси Моретон (1663—1735) представлял Глостершир в Палате общин. В 1720 году для него был создан титул лорда Дюси, барона Моретона, в графстве Стаффордшир (Пэрство Великобритании). Его преемником стал его сын, Мэттью Дюси Моретон, 2-й барон Дюси (1695—1770). Он также был депутатом парламента и являлся лордом-лейтенантом графства Глостершир (1755—1758). В 1763 году он получил титул барона Дюси из Тортворта в Глостершире (Пэрство Великобритании).

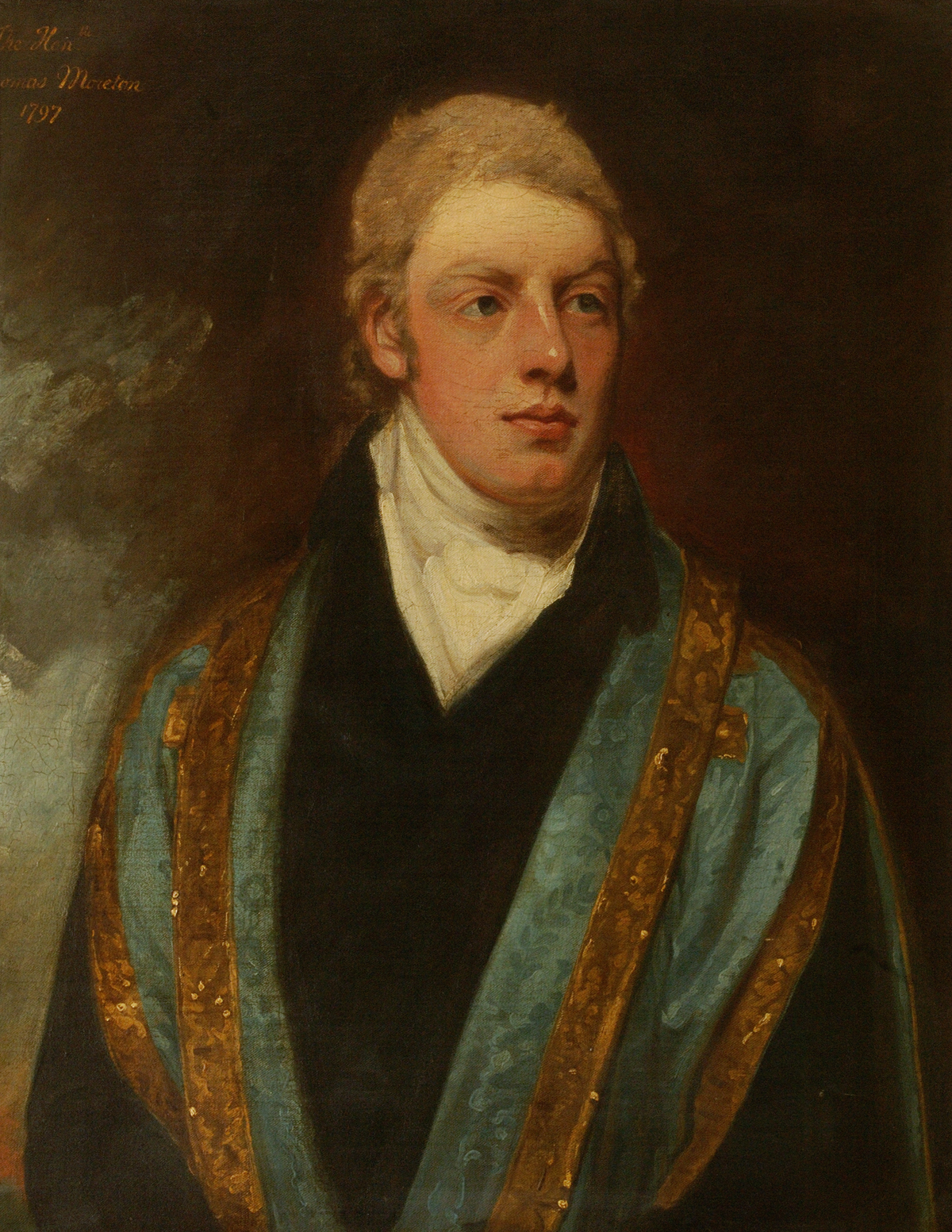
Томас Рейнольд-Моретон, 1-й граф Дюси (1766—1840)

В 1770 году после смерти Мэттью Дюси Моретона титул барона Дюси (креация 1720) прервался. Однако титул барона Дюси (креация 1763) унаследовал его племянник, Томас Рейнольдс Моретон, 2-й барон (1733—1785). В 1771 году он получил разрешение парламента и принял фамилию «Моретон». 2-й барон Дюси скончался бездетным, ему наследовал его младший брат, Фрэнсис Рейнольдс-Моретон, 3-й барон Дюси (1739—1808). Ранее он представлял Ланкастер в Палате общин (1784—1785). Лорд Дюси принял фамилию «Моретон» в 1786 году, получив разрешение парламента. Остров Дюси в южной части Тихого океана был назван в его честь. Его преемником стал его сын, Томас Рейнольдс-Моретон, 4-й барон Дюси (1776—1840). В 1837 году для него были созданы титулы барона Моретона из Тортворта в Глостершире и графа Дюси (Пэрство Соединённого королевства).

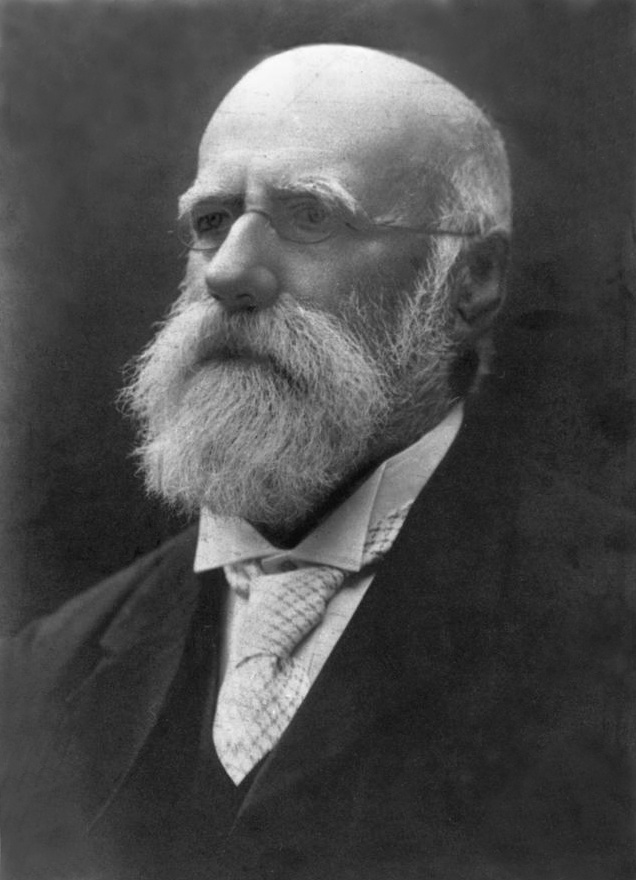
Беркли Бэзил Моретон, 4-й граф Дюси (1834—1924)

Его сын, Генри Джордж Фрэнсис Рейнольдс-Моретон, 2-й граф Дюси (1802—1853), представлял в Палате общин Глостершир (1831—1832) и Восточный Глостершир (1832—1835). Ему наследовал его старший сын, Генри Джон Рейнольдс-Моретон, 3-й граф Дюси (1827—1921). Он был либеральным политиком и занимал пост капитана почётной йоменской гвардии (1859—1866) в правительствах лорда Пальмерстона и лорда Рассела. Также но являлся лордом-лейтенантом Глостершира (1857—1911) и лордом-хранителем рудников (1888—1908). Его единственный сын Генри Рейнольд-Моретон, лорд Моретон (1857—1920), заседал в Палате общин от Западного Глостершира (1880—1885). Он скончался при жизни своего отца, поэтому в 1921 году графский титул унаследовал его младший брат, Беркли Бэзил Моретон, 4-й граф Дюси (1834—1924). Он был крупным фермером, владельцем овец и рогатого скота, в Квинсленде (Австралия), где трижды избирался депутатом. Его сын, Капел Генри Беркли Рейнольдс-Моретон, 5-й граф Дюси (1875—1952), был молочно-фруктовым фермером в Австралии. Его сменил его племянник, Бэзил Говард Моретон, 6-й граф Дюси (1917—1991). Он был сыном достопочтенного Элджернона Говарда Моретона, второго сына 4-го графа Дюси.
По состоянию на 2023 год, обладателем графского титула являлся его старший сын, Дэвид Лесли Моретон, 7-й граф Дюси (род. 1951), сменивший своего отца в 1991 году.
- Достопочтенный Огастес Макдональд (1804—1862), британский политик и писатель, младший сын 1-го графа Дюси. Взял себе фамилию Макдональд вместо Моретон. Депутат Палаты общин от Западного Глостершира (1832—1835) и Восточного Глостершира (1835—1841).

Семейная резиденция — Тортворт Корт в графство Глостершир. Другим семейным гнездом был Весенний Парк в Глостершире, который был снесен и заменен на недостроенный особняк Вудчестер.

## Бароны Дюси, первая креация (1720)
- 1720—1735: Мэттью Дюси Моретон, 1-й барон Дюси (1663 — 2 мая 1735), сын Эдварда Моретона и Элизабет Дюси;
- 1735—1770: Мэттью Дюси Моретон, 2-й барон Дюси (1695 — 25 декабря 1770), сын предыдущего.

## Бароны Дюси, вторая креация (1763)

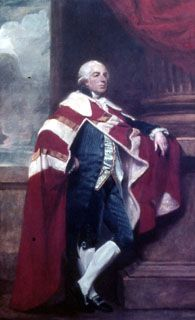
Фрэнсис Рейнольдс-Моретон, 3-й барон Дюси (1739—1808)

- 1763—1770: Мэттью Дюси Моретон, 1-й барон Дюси (1695 — 25 декабря 1770), сын Мэттью Моретона, 1-го барона Дюси;
- 1770—1785: Томас Рейнольдс-Моретон, 2-й барон Дюси (26 октября 1733 — 11 сентября 1785), старший сын Фрэнсиса Рейнольда (ум. 1773) и Элизабет Моретон, дочери Мэттью Дюси Моретона, 1-го барона Моретона;
- 1785—1808: Фрэнсис Рейнольдс-Моретон, 3-й барон Дюси (28 марта 1739 — 19 августа 1808), младший брат предыдущего;
- 1808—1840: Томас Рейнольдс-Моретон, 4-й барон Дюси (31 августа 1776 — 22 июня 1840), старший сын предыдущего, граф Дюси с 1837 года.

## Графы Дюси (1837)
- 1837—1840: Томас Рейнольдс-Моретон, 1-й граф Дюси (31 августа 1776 — 22 июня 1840), старший сын Фрэнсиса Рейнольдса-Моретона, 3-го барона Дюси;
- 1840—1853: Генри Джордж Фрэнсис Рейнольдс-Моретон, 2-й граф Дюси (8 мая 1802 — 2 июня 1853), старший сын предыдущего;
- 1853—1921: Генри Джон Рейнольдс-Моретон, 3-й граф Дюси (25 июня 1827 — 28 октября 1921), старший сын предыдущего;
  - Генри Хотон Рейнольдс-Моретон, лорд Моретон (4 марта 1857 — 27 февраля 1920), единственный сын предыдущего;
- 1921—1924: Беркли Бэзил Моретон, 4-й граф Дюси (18 июля 1834 — 7 августа 1924), четвёртый сын 2-го графа Дюси;
- 1924—1952: Капел Генри Беркли Рейнольдс-Моретон, 5-й граф Дюси (16 мая 1875 — 17 июня 1952), старший сын предыдущего;
- 1952—1991: Бэзил Говард Моретон, 6-й граф Дюси (15 ноября 1917—1991), единственный сын достопочтенного Элджернона Говарда Моретона (1880—1951), внук 4-го графа Дюси;
- 1991 — настоящее время: Дэвид Лесли Моретон, 7-й граф Дюси (род. 20 сентября 1951), старший сын предыдущего;
  - Наследник: Джеймс Беркли Моретон, лорд Моретон (род. 6 мая 1981), единственный сын предыдущего.